# 本塩釜駅

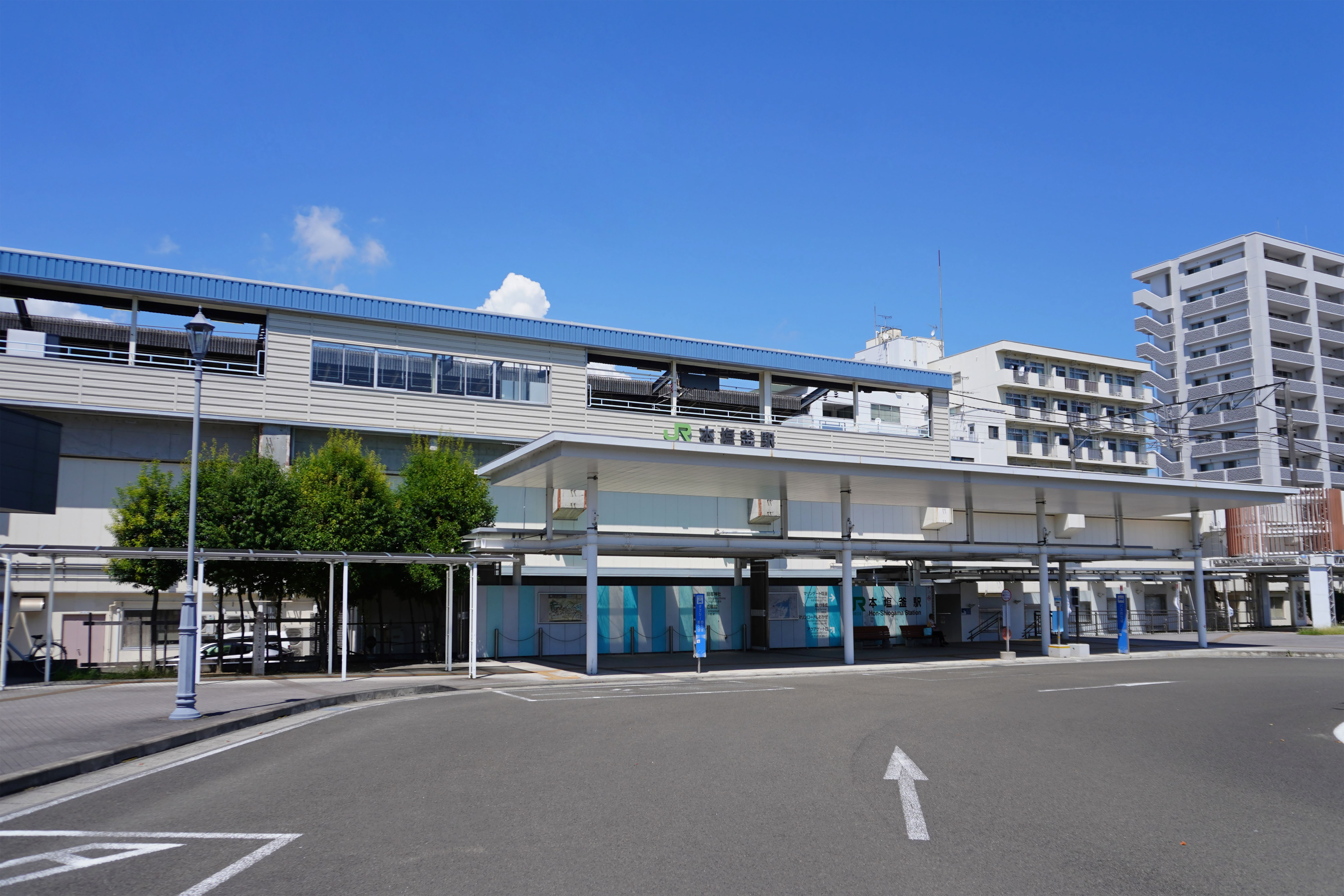
アクアゲート口（2023年8月）

本塩釜駅（ほんしおがまえき）は、宮城県塩竈市海岸通にある、東日本旅客鉄道（JR東日本）仙石線の駅である。

## 歴史
- 1926年（大正15年）
  - 4月14日：宮城電気鉄道の駅として、現在の壱番館の位置に開業[3]。ホームは1面1線。
  - 8月12日：仮本塩釜駅に改称[4]。
  - 8月26日：本塩釜駅に再改称[5]。
- 1944年（昭和19年）5月1日：国有化され[3]、運輸通信省仙石線の駅となる。同時に本塩竈駅に改称[3]。
- 1963年（昭和38年）5月25日：本塩釜駅に改称[6]。
- 1970年（昭和45年）
  - 7月1日：営業範囲を「旅客、手荷物及び小荷物　ただし、配達はしない。」から「旅客」へ改正する[7]。
  - 9月1日：自動券売機を設置[新聞 1]。
- 1974年（昭和49年）4月1日：みどりの窓口の営業を開始[8][新聞 2]。
- 1981年（昭和56年）11月1日：高架複線化に伴い、現在地に移転[9]。ホームが2面2線となる。
- 1987年（昭和62年）4月1日：国鉄分割民営化により、東日本旅客鉄道（JR東日本）の駅となる[3]。
- 2002年（平成14年）：「入り船・出船に賑わう、県下屈指の港町の中心駅」として、東北の駅百選に選定された。
- 2003年（平成15年）
  - 2月6日：自動改札を導入。
  - 10月26日：ICカード「Suica」の利用が可能となる[報道 1]。
- 2007年（平成19年）4月：アクアゲート口を新設。
- 2011年（平成23年）
  - 3月11日：東日本大震災による津波が駅舎1階を直撃。
  - 4月19日：改札周りを仮復旧・東塩釜までの列車運転再開。後に入口2か所に津波浸水高（約170cm）が掲示された。
- 2013年（平成25年）10月31日：びゅうプラザの営業を終了（なお、11月30日までは予約受取・変更・払戻のみ受付）。業務を「びゅうプラザ多賀城」に引き継ぐ。
- 2015年（平成27年）4月1日：業務委託化。本塩釜駅長が廃止され、塩釜駅長管理下となる。
- 2018年（平成30年）11月27日：駅構内に商業施設「tekute ほんしおがま」が開業[報道 2][新聞 3]。塩竈市観光案内所が同駅構内へ移転[報道 2]。
- 2024年（令和6年）10月1日：えきねっとQチケのサービスを開始[1][報道 3]。

## 駅構造
相対式ホーム2面2線を有する高架駅である。駅出口は神社参道口と、アクアゲート口の2箇所がある。前述の通り、複線化までは駅舎改札口と直結する単式ホーム1面1線の地上駅だった。
多賀城駅が管理し、JR東日本東北総合サービスが受託する業務委託駅である。以前は駅長・管理助役・助役が配置され、管理駅として東北本線の塩釜駅と仙石線の西塩釜駅 - 陸前浜田駅間の各駅を管理していた。なお、2003年（平成15年）10月までは西塩釜駅 - 陸前小野駅間が当駅管理、以東が石巻駅管理であった。
みどりの窓口、自動券売機、多機能券売機、指定席券売機、自動改札機（Suica、えきねっとQチケ対応）、自動精算機が設置されている。自動改札設置の際に、有人改札とみどりの窓口がカウンター化された。
改札外コンコースの石巻寄りには商業施設「tekute ほんしおがま」がある。また、塩竈市観光案内所も同駅構内に設置されている。
以前は改札向かいにびゅうプラザが設置されていた。東日本大震災後は仮設スペースで電話予約後の発券・受取のみ行っていたが、のちに元のスペースで通常営業を行った。現在は廃止され、業務についてはびゅうプラザ多賀城（2019年〈令和元年〉12月28日をもって閉店）に引き継がれた。

### のりば
| 番線 | 路線    | 方向 | 行先               |
| ---- | ------- | ---- | ------------------ |
| 1    | ■仙石線 | 下り | 松島海岸・石巻方面 |
| 2    | ■仙石線 | 上り | 多賀城・仙台方面   |

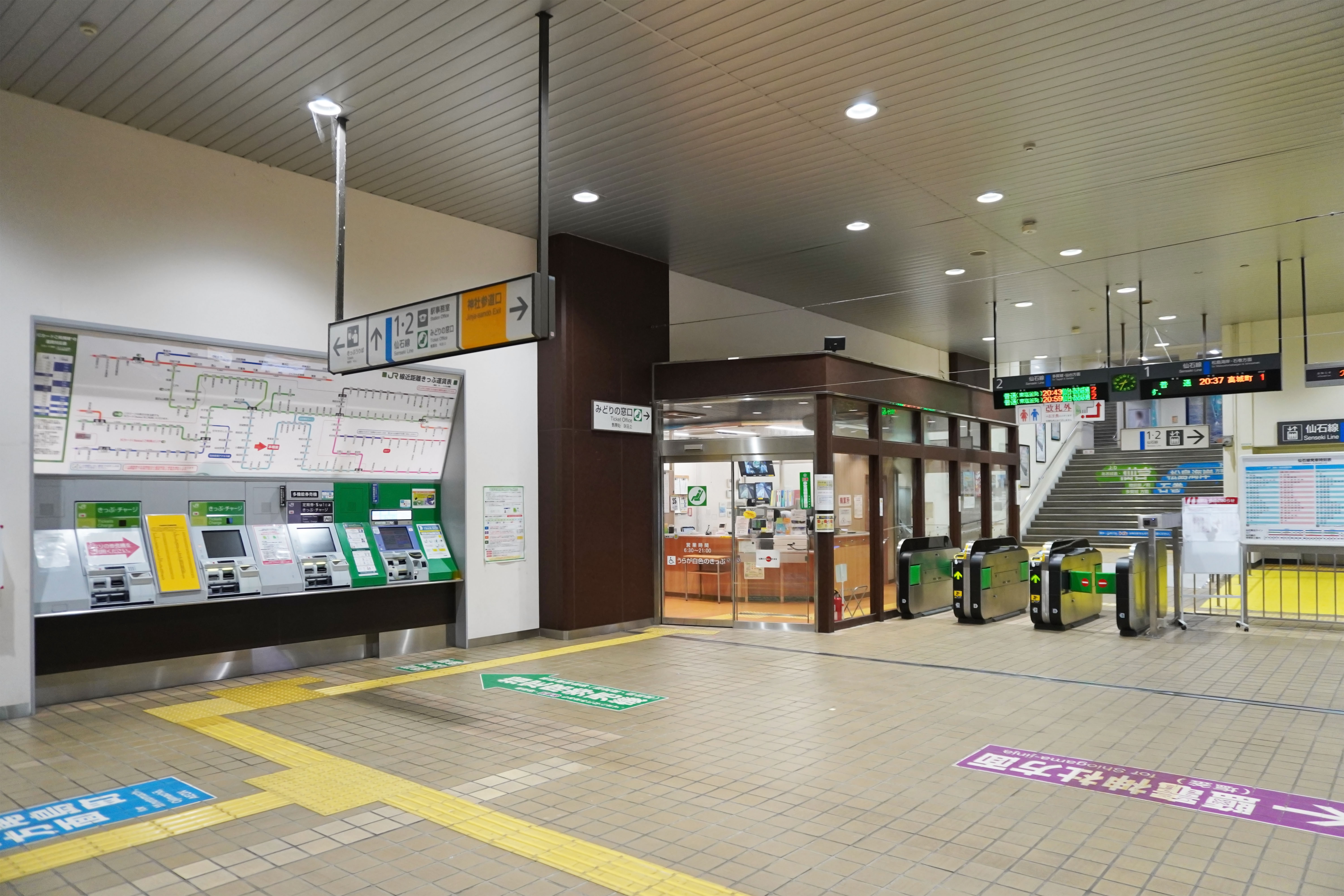
改札口と切符売り場（2023年8月）
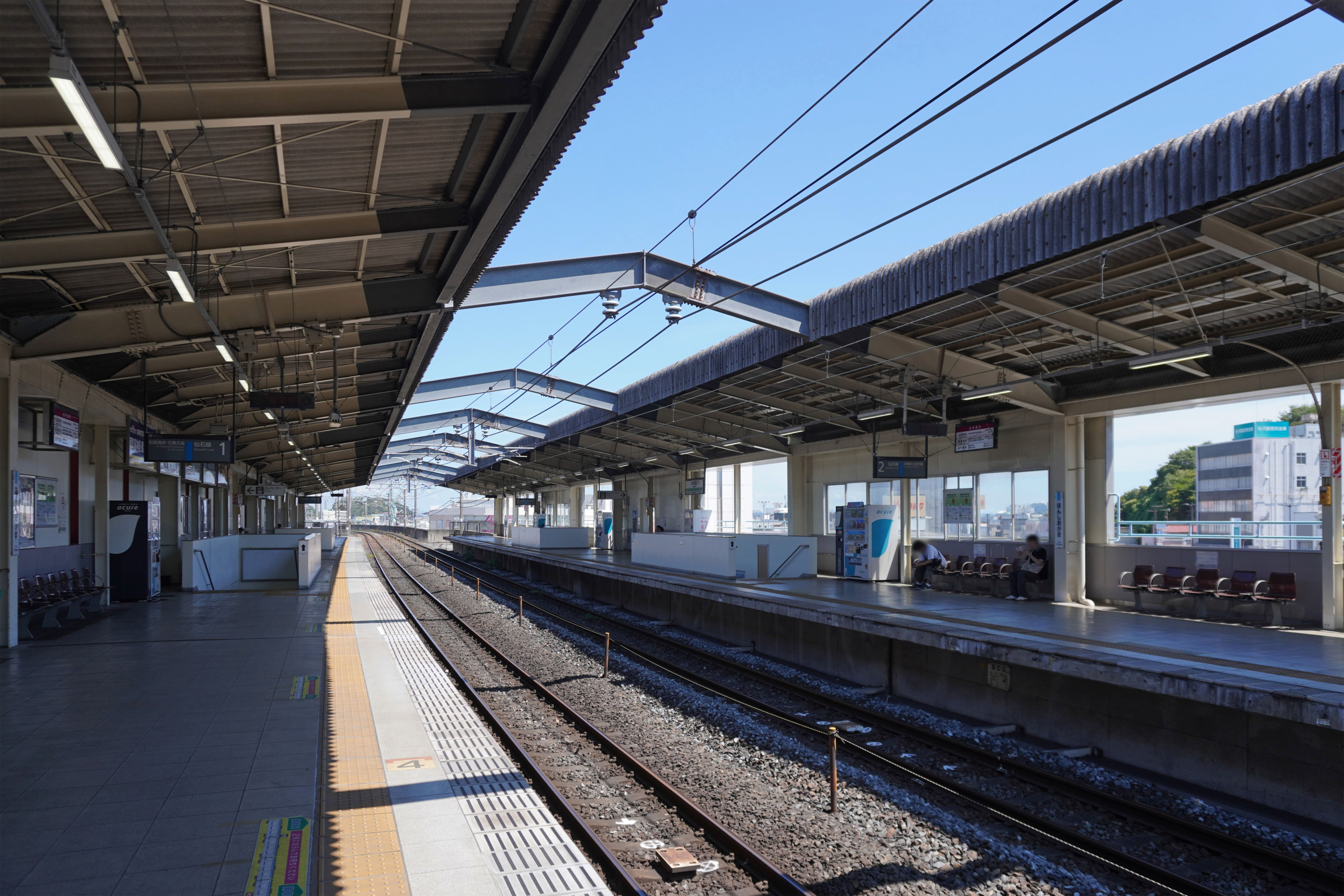
ホーム（2023年8月）

## 利用状況
JR東日本によると、2023年度（令和5年度）の1日平均乗車人員は2,516人である。
2000年度（平成12年度）以降の推移は以下のとおりである。
| 1日平均乗車人員推移 | 1日平均乗車人員推移 | 1日平均乗車人員推移 | 1日平均乗車人員推移 | 1日平均乗車人員推移 |
| 年度                | 定期外              | 定期                | 合計                | 出典                |
| ------------------- | ------------------- | ------------------- | ------------------- | ------------------- |
| 2000年（平成12年）  |                     |                     | 3,599               | [ 利用客数 2 ]      |
| 2001年（平成13年）  |                     |                     | 3,528               | [ 利用客数 3 ]      |
| 2002年（平成14年）  |                     |                     | 3,429               | [ 利用客数 4 ]      |
| 2003年（平成15年）  |                     |                     | 3,359               | [ 利用客数 5 ]      |
| 2004年（平成16年）  |                     |                     | 3,269               | [ 利用客数 6 ]      |
| 2005年（平成17年）  |                     |                     | 3,245               | [ 利用客数 7 ]      |
| 2006年（平成18年）  |                     |                     | 3,089               | [ 利用客数 8 ]      |
| 2007年（平成19年）  |                     |                     | 3,108               | [ 利用客数 9 ]      |
| 2008年（平成20年）  |                     |                     | 3,074               | [ 利用客数 10 ]     |
| 2009年（平成21年）  |                     |                     | 2,992               | [ 利用客数 11 ]     |
| 2010年（平成22年）  |                     |                     | 2,846               | [ 利用客数 12 ]     |
| 2011年（平成23年）  | 非公表              | 非公表              | 非公表              |                     |
| 2012年（平成24年）  | 1,277               | 1,458               | 2,736               | [ 利用客数 13 ]     |
| 2013年（平成25年）  | 1,337               | 1,529               | 2,867               | [ 利用客数 14 ]     |
| 2014年（平成26年）  | 1,365               | 1,539               | 2,905               | [ 利用客数 15 ]     |
| 2015年（平成27年）  | 1,364               | 1,615               | 2,980               | [ 利用客数 16 ]     |
| 2016年（平成28年）  | 1,327               | 1,664               | 2,992               | [ 利用客数 17 ]     |
| 2017年（平成29年）  | 1,310               | 1,638               | 2,948               | [ 利用客数 18 ]     |
| 2018年（平成30年）  | 1,271               | 1,610               | 2,882               | [ 利用客数 19 ]     |
| 2019年（令和元年）  | 1,192               | 1,562               | 2,755               | [ 利用客数 20 ]     |
| 2020年（令和02年）  | 717                 | 1,381               | 2,099               | [ 利用客数 21 ]     |
| 2021年（令和03年）  | 783                 | 1,384               | 2,168               | [ 利用客数 22 ]     |
| 2022年（令和04年）  | 934                 | 1,413               | 2,348               | [ 利用客数 23 ]     |
| 2023年（令和05年）  | 1,051               | 1,465               | 2,516               | [ 利用客数 1 ]      |

## 駅周辺
駅は塩竈市の中心部に位置する。
- 壱番館（旧本塩釜駅跡地）
- 七十七銀行塩釜支店
- 仙台銀行塩釜支店
- 杜の都信用金庫塩竃営業部
- 東北労働金庫新塩釜支店
- 塩竈市役所
- 塩釜郵便局
- 鹽竈神社[2]
- イオンタウン塩釜
- DCM塩釜店
- マリンゲート塩釜
- 国道45号
- 第一漁協会館
  - 宮城県漁業協同組合 塩釜市第一支所
  - 塩釜駅前郵便局[注釈 1]
  - 東日本信用漁業協同組合連合会塩竈支店
- 仙台塩釜港（塩釜港区）
- 塩竈市杉村惇美術館
- ホテルグランドパレス塩釜

## バス路線
- ミヤコーバス
  - 利府線：利府高校前／しらかし台
  - ゴルフ場線：千賀の台西
  - 塩竈市内循環線（しおナビ100円バス）
  - 塩釜営業所
  - マリンゲート塩釜
  - 塩釜埠頭
- NEWしおナビ100円バス（ジャパン交通受託運行）
- 七ヶ浜町民バス「ぐるりんこ」（ジャパン交通受託運行）

## 隣の駅
東日本旅客鉄道（JR東日本）
■仙石線
西塩釜駅 - 本塩釜駅 - 東塩釜駅

### 記事本文